# 클라우스 폰 클리칭
클라우스 폰 클리칭(독일어: Klaus von Klitzing)은 정수 양자 홀 효과의 발견으로 1985년 노벨 물리학상을 수상한 독일의 물리학자이다.

## 생애
1962년 폰 클리칭은 독일 Quakenbrück에서 아비투어(대학 입학 종합 자격 시험)을 통과하고, 브라운슈바이크 공과대학교에서 1969년 학위를 받았다. 1972년 뷔르츠부르크 대학교에서 박사학위를 받았다.
그의 박사 학위 논문은 강한 자기장에서 텔루륨의 전자기적 특성(Galvanomagnetic Properties of Tellurium in Strong Magnetic Fields)에 관한 연구였는데, 옥스퍼드의 클래런던 연구소(Clarendon Laboratory)와 프랑스의 그레노블 고자기장 연구실에서 연구를 지속하다가 1980년에 뮌헨 공과대학교의 교수가 되었다. 1985년 슈투트가르트의 고체물리 막스 플랑크 연구소의 소장이 되었다.
1992년 영국 배스 대학교가 명예 박사학위를 수여하였다.

## 업적
폰 클리칭 상수는 RK = h/e2 = 25812.807449Ω은 양자 홀 효과를 발견한 폰 클리칭을 기념하여 이름붙여졌고, 미국 국립표준기술연구소의 상수, 단위, 그리고 불확정도에 관한 참고(Reference on Constants, Units, and Uncertainty)에 포함되었다.
폰클리칭 상수의 역수는 전기전도도 양자(Conductance quantum) 값과 같다.
오늘날, 폰 클리칭의 연구는, 보통 저온과 고자기장의 분야에서 저차원 전기계의 특성에 초점을 두고 있다.

## 참고 문헌
1. ↑  “Honorary Graduates 1989 to present”. 《bath.ac.uk》. University of Bath. 2015년 12월 19일에 원본 문서에서 보존된 문서. 2012년 2월 18일에 확인함.
2. ↑  “Fundamental Physical Constants—Extensive Listing”.